# کارمنتا

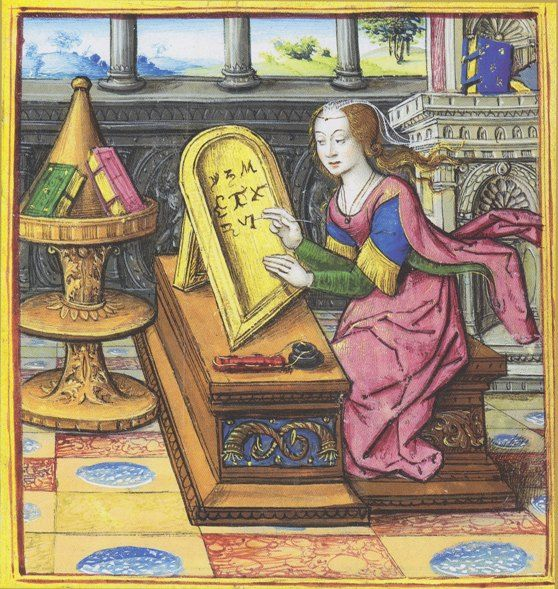
کارمنتا (نیکوستراتا) در حال ابداع الفبای لاتین. (اثر از Antoine Dufour در ۱۵۰۴)

کارمنتا (به لاتین: Carmenta) در دین و اسطوره‌شناسی رومی الههٔ زایش و پیشگویی و شخصیتی مرتبط‌با اختراع و حمایت از مادران و کودکان و مامایان بود. نیز گفته می‌شود که مبدع الفبای لاتین، پرکاربردترین الفبای جهان، بوده‌است.

## ریشهٔ نام

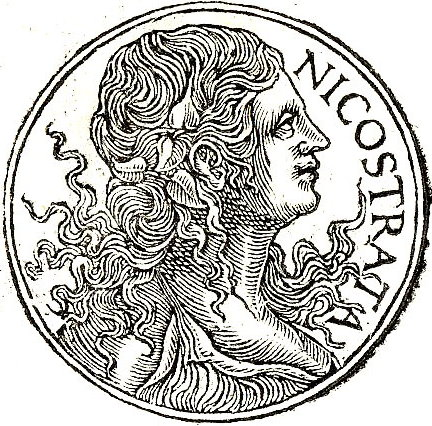
تصویری خیالی از کارمنتا، برگرفته از کتاب گنجینه تصاویر شخصیت‌های بزرگ تاریخ اثر گیوم رویل.

نام Carmenta مشتق از اسم لاتینی carmen است که در معانی «طلسم، پیشگویی، آواز» به‌کار می‌رود، اسمی که کلمهٔ انگلیسی charm نیز مشتق از آنست. نام اصلی‌اش نیکوستراته (به یونانی: Νικοστράτη) بود لیکن به‌پاس شهرتش در پیشگویی آن را به کارمنتا تغییر دادند.

## کارها و جایگاهش
وی از هرمس باردار شد و اواندر را زایید که شهر پالانتیوم را پی ریخت (بعدها روم بر روی همین شهر به‌دست رومولوس بنا شد) یولیوس هیگینوس می‌گوید که کارمنتا پانزده حرفِ الفبای یونانی را تغییر داد تا بدل به الفبای لاتین شوند، و پسرش اواندر آن‌ها را بر ناحیهٔ لاتیوم عرضه کرد.
کارمنتا در شمار کامنایان بود و یک فلامن به‌نام Flamen Carmentalis به وی اختصاص داشت.
معبدش در جوار دروازه کارمنتا در روم و نزدیک تپه کاپیتول قرار داشت و در آن پوشیدن البسهٔ چرمین یا هرگونه محصول پوست حیوانات مرده ممنوع بود. جشنواره‌اش کارمنتالیا نام داشت و زنان آن را در یازدهم و پانزدهم ژانویه جشن می‌گرفتند. نام و زندگی او در کتاب لاتینی در باب زنان نامدار آمده، کتابی که مشتمل‌بر زندگی‌نامه‌های زنان تاریخی و حماسه‌ساز اثر جووانی بوکاچو، شاعر فلورانسی، است و در ۶۲–۱۳۶۱ تألیف شده بود. شهرت این کتاب در اینست که نخستین مجموعهٔ منحصراً مختص به زندگی‌نامهٔ زنان در ادبیات غرب می‌باشد.